# Itshak Holtz

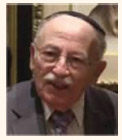
Itshak Holtz (2014)

Itshak Jack Holtz (ur. 1925 w Skierniewicach, zm. 21 grudnia 2018 w Jerozolimie) – amerykańsko-izraelski malarz, grafik i litograf.
Urodził się w żydowskiej rodzinie w międzywojennej Polsce, jego rodzicami byli Aryeh i Lisa Holtz. Swoje zainteresowania malarstwem odkrył, gdy ojciec pokazał mu namalowany przez siebie obraz sań konnych na śniegu. W 1935 r. rodzina wyemigrowała do Jerozolimy, Holtz studiował tam w latach 1945-1947 grafikę. W 1950 r. wyjechał do Nowego Jorku, gdzie kontynuował studia w Art Students League.
Specjalizował się w malarstwie rodzajowym przedstawiającym życie codzienne Żydów. Obok obrazów olejnych i akwareli stworzył także liczne rysunki i litografie. Przyjmował także zlecenia na wykonanie portretów, które pozwoliły mu przezwyciężyć problemy finansowe w początkowym okresie pobytu w USA.